# Amiot 143
Amiot 143 – francuski średni samolot bombowy i rozpoznawczy z lat 30. XX wieku, skonstruowany w wytwórni SECM (Amiot). Dwusilnikowy średniopłat ze stałym podwoziem, konstrukcji metalowej. Był jednym z podstawowych francuskich bombowców w chwili wybuchu II wojny światowej, lecz był już wówczas przestarzały, wymieniany na nowsze konstrukcje. Używany bojowo podczas kampanii francuskiej w 1940 roku, a później do celów transportowych. Należał do samolotów rodziny Amiot 140, z której jako jedyny był produkowany seryjnie. Zbudowano 138 egzemplarzy seryjnych.

## Historia
W 1928 roku dowództwo francuskiego lotnictwa ogłosiło konkurs na wielozadaniowy bombowiec kategorii M4, z silnym uzbrojeniem obronnym, będący w stanie, według popularnej wtedy teorii wojny lotniczej Douheta, wykonywać zadania bez osłony myśliwskiej. Kategoria ta oznaczała czteromiejscowy samolot wielozadaniowy (M od Multiplace de Combat). Do konkursu przystąpiła między innymi wytwórnia Societé d'Emboutissage et de Constructions Mécaniques (SECM) – Amiot w Colombes, której głównym konstruktorem był Andrée Dutartre. Przedstawiony przez nią samolot Amiot 140 konkurował z samolotami Bleriot 137, Breguet 410 oraz SPCA 30 i ostatecznie został zwycięzcą konkursu. W 1930 roku zbudowano dwa prototypy, lecz oblot samolotu odwlekł się z powodu braku właściwych silników, gdyż pierwotnie przewidziany osiemnastocylindrowy silnik rzędowy Lorraine 18Gad Orion o mocy 700 KM nie został dopracowany i ostatecznie zastosowano tymczasowo słabsze jednostki napędowe.

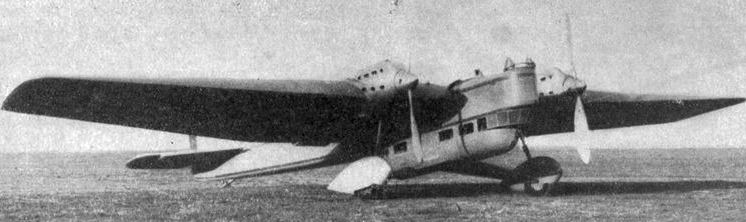
Prototyp Amiot 140-01

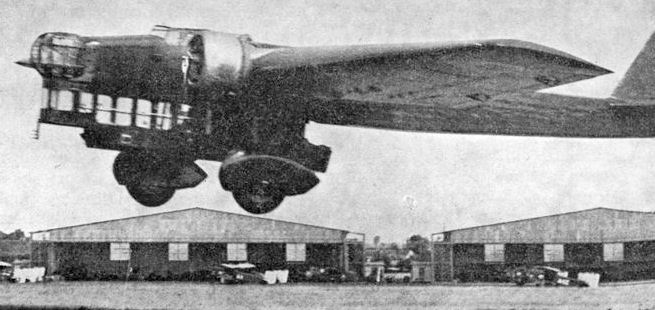
Prototyp Amiot 143-01

Pierwszy prototyp Amiot 140-01, napędzany dwoma silnikami rzędowymi Hispano-Suiza 12Nbr, został oblatany 12 kwietnia 1931 roku. Drugi prototyp Amiot 140-02 został zaprezentowany już w listopadzie 1930 roku na salonie lotniczym w Paryżu, lecz ostatecznie nie był testowany w powietrzu. Projekt samolotu podlegał następnie istotnym zmianom: m.in. gondola pod kadłubem została powiększona i przybrała przekrój prostokątny, a kabiny załogi i wieżyczki zostały zakryte. 23 listopada 1933 roku lotnictwo zamówiło 40 samolotów, które miały otrzymać silniki rzędowe Lorraine 12Q o mocy 900 KM (wersja Amiot 141). Samolot miał przy tym spełniać wymagania nowej kategorii BCR (Bombardement, Combat, Renseignement – bombowy, bojowy, rozpoznawczy). Poszukując odpowiednich silników, wytwórnia zaproponowała dwie dalsze wersje różniące się napędem: Amiot 142 z silnikami rzędowymi Hispano-Suiza 12Ybrs o mocy 860 KM oraz Amiot 143 z silnikami gwiazdowymi Gnome-Rhône 14Kdrs/Kgrs Mistral Major o mocy 800 KM. Już na początku 1934 roku zamówienie na 40 maszyn przeniesiono na wersję Amiot 143 M4, której prototyp oblatano w sierpniu tego roku. Wersja Amiot 142 powstała natomiast tylko w jednym egzemplarzu, oblatanym w styczniu 1935 roku.
Pierwsze seryjne samoloty Amiot 143 M4 zostały wyprodukowane w kwietniu 1935 roku, a całą pierwszą serię 40 sztuk wykonano do końca roku. Otrzymały one wzmocnione silniki GR 14Kirs/Kjrs Mistral Major, o mocy do 900 KM. W kwietniu 1935 roku zamówiono dalsze 73 samoloty. W związku jednak z długim czasem, jaki upłynął od postawienia pierwotnych wymagań, konstrukcja samolotu zestarzała się i lotnictwo postanowiło przeznaczyć go do bezpieczniejszych działań nocnych. Od 41. egzemplarza firma Amiot przystąpiła do produkcji zmodyfikowanego wariantu Amiot 143 M5 z załogą pięcioosobową, oznaczonego przez lotnictwo jako Amiot 143 BN5 (pięciomiejscowy bombowiec nocny – fr. Bombardement de Nuit). Zmieniono w nich rozmieszczenie zbiorników paliwa w skrzydłach i uzbrojenie obronne, zamieniając karabiny maszynowe Lewisa na francuskie MAC i dodając czwarte stanowisko broni w podłodze, obsługiwane przez bombardiera. Przedłużono również o 30 cm kadłub (z 17,94 m) i przesunięto o 90 cm do przodu grzbietową wieżyczkę. Ulepszone samoloty produkowano od stycznia 1936 roku. Lotnictwo zamówiło jeszcze w grudniu 1936 roku ostatnie 25 sztuk. Samoloty produkowano do marca 1938 roku. Łącznie wyprodukowano 138 samolotów seryjnych Amiot 143 (publikacje czasem podają błędną liczbę 178).

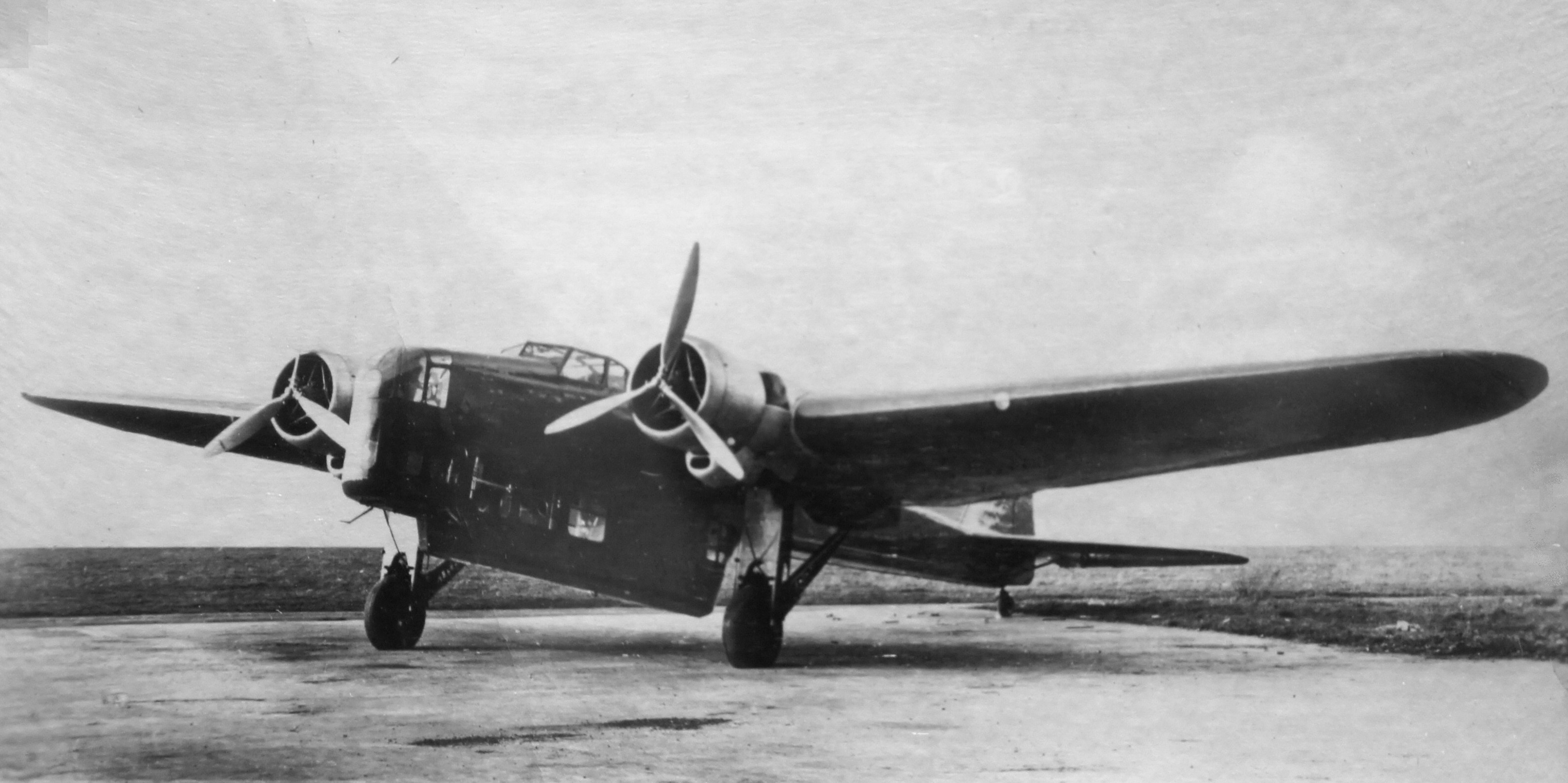
Prototyp Amiot 144

Zbudowano ponadto prototypy wersji pochodnych: Amiot 144, różniący się przede wszystkim chowanym podwoziem, a także skrzydłem o mniejszej powierzchni (91,4 m²), wyposażonym w klapy, oblatany 18 stycznia 1936 roku, oraz Amiot 147, z silnikami rzędowymi Hispano-Suiza 12Ydrs/Yfrs (870 KM) i podwójnym statecznikiem pionowym, testowany jesienią tego roku. Amiot 144 osiągał prędkość maksymalną 350 km/h i konkurował z samolotami bombowo-rozpoznawczymi jak Potez 541 i Bloch MB.130, lecz nie wszedł do produkcji. Wersje Amiot 145 i 146, z innymi silnikami, pozostały na etapie projektu. Do rodziny tej należał, mimo innego oznaczenia, także prototyp wodnosamolotu torpedowego Amiot 150 BE, oblatany 18 września 1937 roku, różniący się pływakami wymiennymi z kołami oraz skrzydłami o większej powierzchni.

## Służba

### Przed wojną

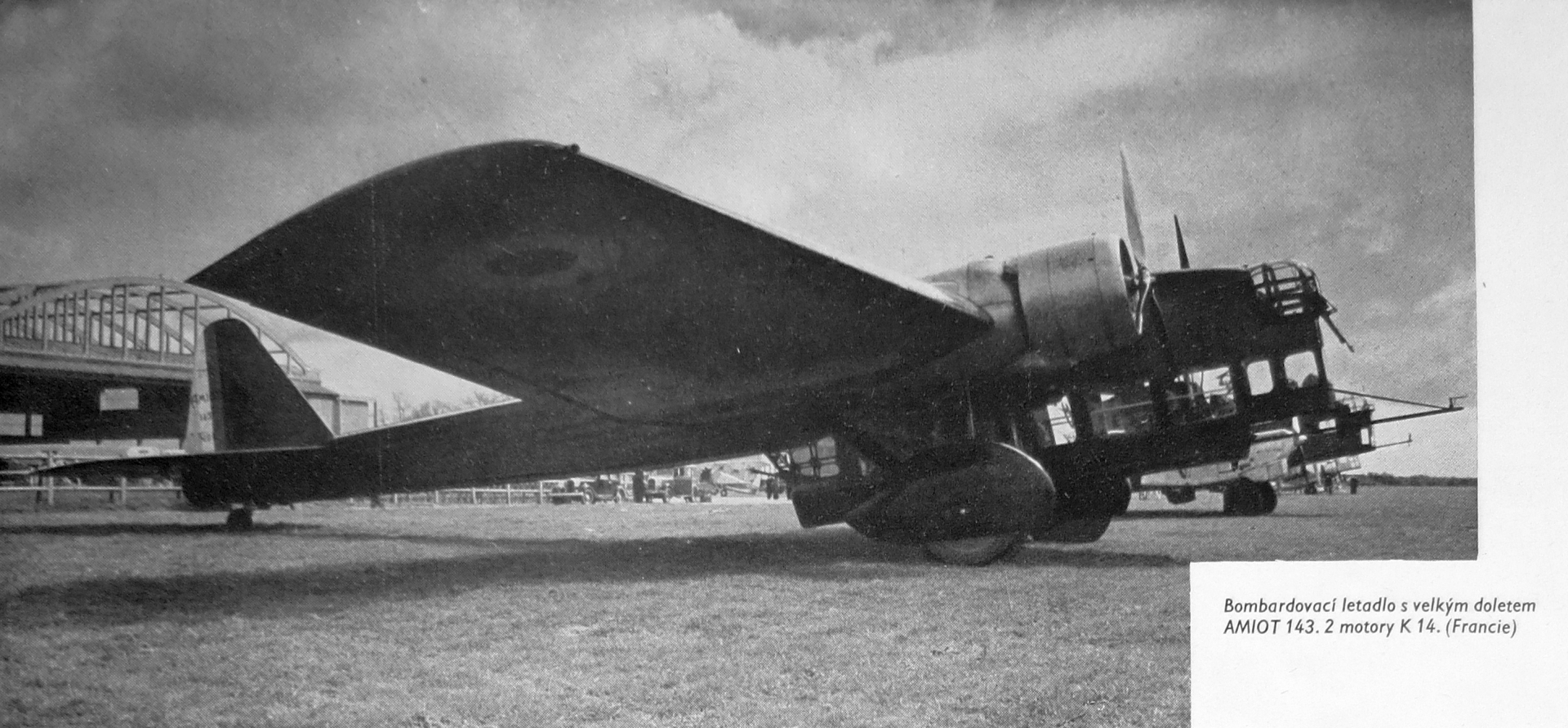
Amiot 143 na lotnisku

Po rozpoczęciu produkcji seryjnej samoloty Amiot 143 były sukcesywnie wprowadzane do Francuskich Sił Powietrznych. Od bogatego przeszklenia gondoli, z dużymi prostokątnymi oknami, popularnie znany był jako „autobus Amiota” (fr. L'Autobus Amiot). Według pierwotnego zamówienia, samoloty miały być przekazywane lotnictwu od lipca 1934 roku, lecz uległo to opóźnieniu rocznemu i pierwsze oddano 6 lipca 1935 roku, a ostatnie z 40 egzemplarzy wersji M4 do grudnia tego roku. Jako pierwsze otrzymał je pod koniec lata 1935 roku 3 dywizjon 22. Pułku Bombowego (3e Groupe 22e Escadre, w skrócie GB III/22) w Chartres, przemianowany następnie na 2 dywizjon, a w styczniu 1936 roku dołączył do niego 1 dywizjon tego pułku (GB I/22).
W drugiej połowie lat 30. samoloty Amiot 143 wprowadzono na wyposażenie kilku dywizjonów, lecz następnie w części zamieniono je na nowsze typy, głównie rozpoznawczo-bombowy Bloch MB.131, tak że we wrześniu 1939 roku pozostawały one na wyposażeniu pięciu dywizjonów bombowych stacjonujących we Francji. Od wiosny 1939 roku używał ich ponadto dywizjon GB II/63 w Marrakeszu w Maroku. Etatowo dywizjony (grupy) liczyły wówczas po 13 samolotów. W sierpniu 1939 roku lotnictwo posiadało 126 samolotów Amiot 143, w tym 91 w jednostkach bojowych, ale tylko 77 z nich sprawnych. Większość pozostałych – 29 było w szkole lotnictwa bombowego w Cazaux.
Na podstawie umowy wojskowej Francji z Polską, w maju 1939 roku omawiano możliwość wysłania do Polski pięciu dywizjonów Amiotów 143 dla bombardowania celów w Niemczech na wypadek wojny, albo wykonywania lotów wahadłowych, z bombardowaniem terytorium Niemiec, po czym lądowaniem w Polsce. Musiałoby się to wiązać z koniecznością zapewnienia w Polsce odpowiedniego zaplecza logistycznego i zapasów, ale nie doszło w tej sprawie do wiążących ustaleń. W celu zbadania możliwości stacjonowania francuskich jednostek przyleciał do Polski 8 sierpnia tego roku samolotem Amiot 143, przez Amsterdam i Kopenhagę, gen. Armengaud, lecz konkluzją było, że bombowce wymagałyby również eskorty myśliwców, których lotnictwo francuskie nie mogło w tym celu wydzielić, i plany te upadły.
Dwa samoloty (nr 45 i 88) przed wojną otrzymały cywilne znaki F-APIQ i F-AQDZ i używane były jako nieuzbrojone samoloty transportowe i dyspozycyjne Ministerstwa Lotnictwa. Jeden z samolotów Amiot 143  wykonał przelot na trasie długości 32 000 km z Paryża do Hanoi i z powrotem.
Na skutek wyjątkowo długiego rozwoju, w momencie wejścia do służby Amiot 143 był już przestarzały. Uznawany jest za typową konstrukcję dla francuskiej ścieżki rozwoju samolotów bombowych przełomu lat 20. i 30. – mało aerodynamicznych, niezgrabnych, powolnych, z obszernymi kadłubami z płaskimi burtami, wystającymi wieżyczkami i grubymi skrzydłami. Nie miał żadnej ochrony konstrukcyjnej, a uzbrojenie strzeleckie pod koniec lat 30. nie było już silne. Mimo to, samoloty te aktywnie służyły jako bombowce w pierwszym okresie II wojny światowej, przydatne zwłaszcza w działaniach nocnych, a ich zaletami był zasięg i mocna konstrukcja. Stosunkowo duży maksymalny udźwig bomb (1600 kg) był jednak niewykorzystywany w pełni w praktyce.

### II wojna światowa
W chwili wybuchu II wojny światowej we wrześniu 1939 roku samoloty Amiot 143 pozostawały na wyposażeniu pięciu dywizjonów bombowych w składzie trzech pułków stacjonujących we Francji (GB I/34, II/34, II/35, I/38 i II/38) oraz dywizjonu GB II/63 w Maroku. Z tego, większość samolotów 38 Pułku stacjonowała w Satifie w Algierii, ale w październiku powróciła do Francji. Dopiero po wybuchu wojny lotnictwo francuskie zintensyfikowało program wprowadzenia do linii nowoczesnych bombowców, jak Amiot 351/354 (które uzupełniły Amioty 143 w 34 Pułku,  ale ich nie wyparły) oraz amerykańskie Martin 167 (m.in. w GB II/63). Wiosną 1940 roku dywizjon GB II/35 został przezbrojony na Breguet 691 i pozostały cztery dywizjony na Amiotach w metropolitalnej Francji w składzie pułków (Escadre) 34 i 38, przemianowanych 15 kwietnia na Groupement de Bombardement 9 i 10.
Samoloty Amiot 143 były używane od wybuchu wojny we wrześniu 1939 roku do dziennych i nocnych lotów rozpoznawczych nad Niemcami. Pierwsza misja została przeprowadzona w dzień 15 września przez dwa samoloty GB II/34. Załogi miały w tym okresie nakazane używanie broni tylko w samoobronie oraz zamiast bombardowania rozrzucały ulotki propagandowe i antywojenne, ku frustracji załóg. Samoloty Amiot 143, jako przestarzałe, były używane mało intensywnie i ten okres wiązał się z niewielkimi stratami; pierwszy został utracony samolot nr 94 dywizjonu GB I/34 16 października 1939 roku, gdy wylądował przymusowo w rejonie Moguncji. W chwili ataku niemieckiego w maju 1940 roku lotnictwo posiadało nadal 123 samoloty tego typu, w tym 50 w jednostkach bojowych we Francji, ale tylko 34 z nich w tym momencie sprawne, a w Afryce dalsze 17. Oba pułki były przydzielone do Północnej Powietrznej Strefy Operacyjnej (ZOAN).
Już pierwszego dnia ataku Niemiec na Francję 10 maja pięć samolotów z GB II/34 zostało zniszczonych na lotnisku w Metz, a jeden z GB I/38 w Troyes. Następującej nocy 11 Amiotów (4 z GB II/34 i 7 z GB II/38) wzięło udział w nalotach na niemieckie lotniska. W ciągu kolejnych nocy samoloty tego typu były używane do dalszych misji bombardowania, wykonywanych siłami kilku samolotów. 14 maja 1940 roku 19 Amiotów 143 wszystkich czterech dywizjonów zostało wysłanych do nalotu dziennego, na mosty pontonowe na Mozie w rejonie Sedanu. Cel zaatakowało 10 Amiotów, prowadzonych przez dowódców trzech dywizjonów, z czego pomimo eskorty pięć zostało zestrzelonych przez myśliwce i artylerię przeciwlotniczą, a pięć uszkodzonych (dalsze osiem samolotów nie odnalazło celu, a jeden miał awarię). Jeszcze 16 maja cztery samoloty z GB II/34 wykonały misję dzienną, z tego Amiot nr 27 wrócił uszkodzony, pięciokrotnie próbując zbombardować czołg. Pomimo strat, oba pułki kontynuowały działania nocne na północy Francji do końca maja. Samoloty operowały m.in. z Nangis (GB II/34) i Troyes (10 Pułk). W tym okresie 17 samolotów doszło jako uzupełnienia ze szkół lotniczych. Od 30 maja samoloty wykonywały też misje zrzucania zaopatrzenia i amunicji dla armii odciętych na północy. W czerwcu oba pułki latające na Amiotach zostały ewakuowane na południe, kontynuując działania bojowe na małą skalę. 20 czerwca 9 Pułk ewakuował przynajmniej sześć Amiotów 143 do Tunezji i Algierii. 10 Pułk zakończył natomiast szlak w Istres we Francji.
Amioty 143 z 9 Pułku wykonały 311 misji od początku wojny, w tym 247 misji między 12 kwietnia a 17 czerwca 1940 roku, zrzucając 153 tony bomb. Amioty 143 z 10 Pułku wykonały między 12 kwietnia a połową czerwca 1940 roku 197 misji, zrzucając 119 ton bomb. Najczęściej używano jednak bomb wagomiaru 50 kg, rzadziej 100 kg i 10 kg.

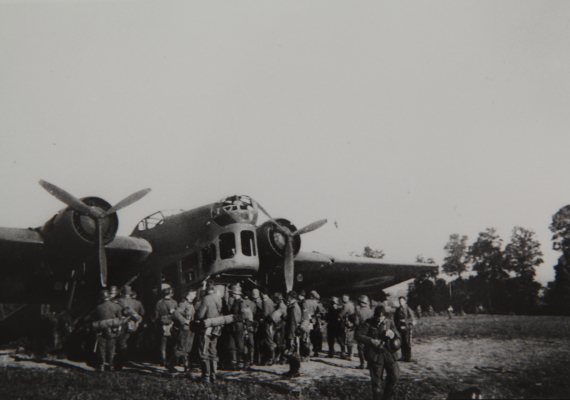
Amiot 143 oglądany przez niemieckich żołnierzy

Po klęsce Francji, komisja rozejmowa naliczyła we Francji 52 Amioty 143 w stanie sprawnym lub uszkodzonym oraz 25 w Afryce Północnej. Pozostałe na wyposażeniu lotnictwa samoloty Amiot 143 weszły w skład lotnictwa kolaboracyjnego rządu w Vichy, w metropolii i koloniach. W miarę zastępowania dostępnymi samolotami nowszych modeli, używano ich od 1941 roku głównie jako samolotów transportowych. Służyły do transportu między metropolią a Bliskim Wschodem, zwłaszcza podczas kampanii syryjskiej, aczkolwiek wkrótce loty nimi nad morzem uznano za zbyt ryzykowne z uwagi na stan techniczny. Sformowano z nich 3 eskadrę dywizjonu transportowego GT I/15, przekształconą następnie w październiku 1941 w dywizjon GT III/15, stacjonujący w Wadżda w Maroku, następnie w Tunezji. W styczniu 1943 roku został on przemianowany na GT I/36 i latał do zajęcia Tunezji przez aliantów przynajmniej czterema Amiotami 143. Ostatnie samoloty Amiot 143 skasowano w lutym 1944 roku.
Na samolotach tego typu od końca marca 1940 roku szkolił się również polski personel latający we Francji przewidziany dla lotnictwa bombowego, między innymi w bazach Lyon-Bron, Caen i Cazaux. Już podczas kampanii francuskiej, w ostatniej dekadzie maja przystąpiono w Powietrznej Strefie Operacyjnej Alp do tworzenia improwizowanych jednostek, które miały szybko wejść do akcji, w tym sformowano improwizowaną Polską Bombową Jednostkę Marszową (fr. Groupe de Bombardement Marche Polonais) w bazie Lyon-Bron, która otrzymała trzy Amioty 143 (nr 20, 23 i 76) i trzy Blochy 131. Szkolenie odbywało się w bazie Corbas, lecz już 1 czerwca grupa lotników polskich została przeniesiona do Tuluzy w celu utworzenia dywizjonu latającego na nowoczesnych Martinach 167.

## Wersje
- Amiot 140 – dwa prototypy z lat 1930–1931 w pierwotnej postaci, silniki rzędowe Hispano-Suiza 12Nbr (650 KM)[27]
- Amiot 141 – projekt, silniki rzędowe Lorraine 12Q (900 KM)[3]
- Amiot 142 – prototyp z 1935 roku, silniki rzędowe Hispano-Suiza 12Ybrs (860 KM)[6]
- Amiot 143 – wariant seryjny z 1934 roku (138 sztuk), silniki gwiazdowe Gnome-Rhône 14Kirs/Kjrs Mistral Major (900 KM)[6]
- Amiot 144 – prototyp z 1936 roku, silniki gwiazdowe Gnome-Rhône 14Kirs/Kjrs Mistral Major (900 KM), chowane podwozie[3]
- Amiot 145 – projekt, silniki gwiazdowe Hispano-Suiza 14AA (937 KM)[3]
- Amiot 146 – projekt, silniki gwiazdowe Gnome-Rhône 18Lars (1250 KM)[3]
- Amiot 147 – prototyp z 1936 roku, silniki rzędowe Hispano-Suiza 12Ydrs/Yfrs (870 KM), podwójne stateczniki[3]
- Amiot 150 – prototyp wodnosamolotu torpedowego z 1937 roku[1]

## Opis techniczny

### Konstrukcja

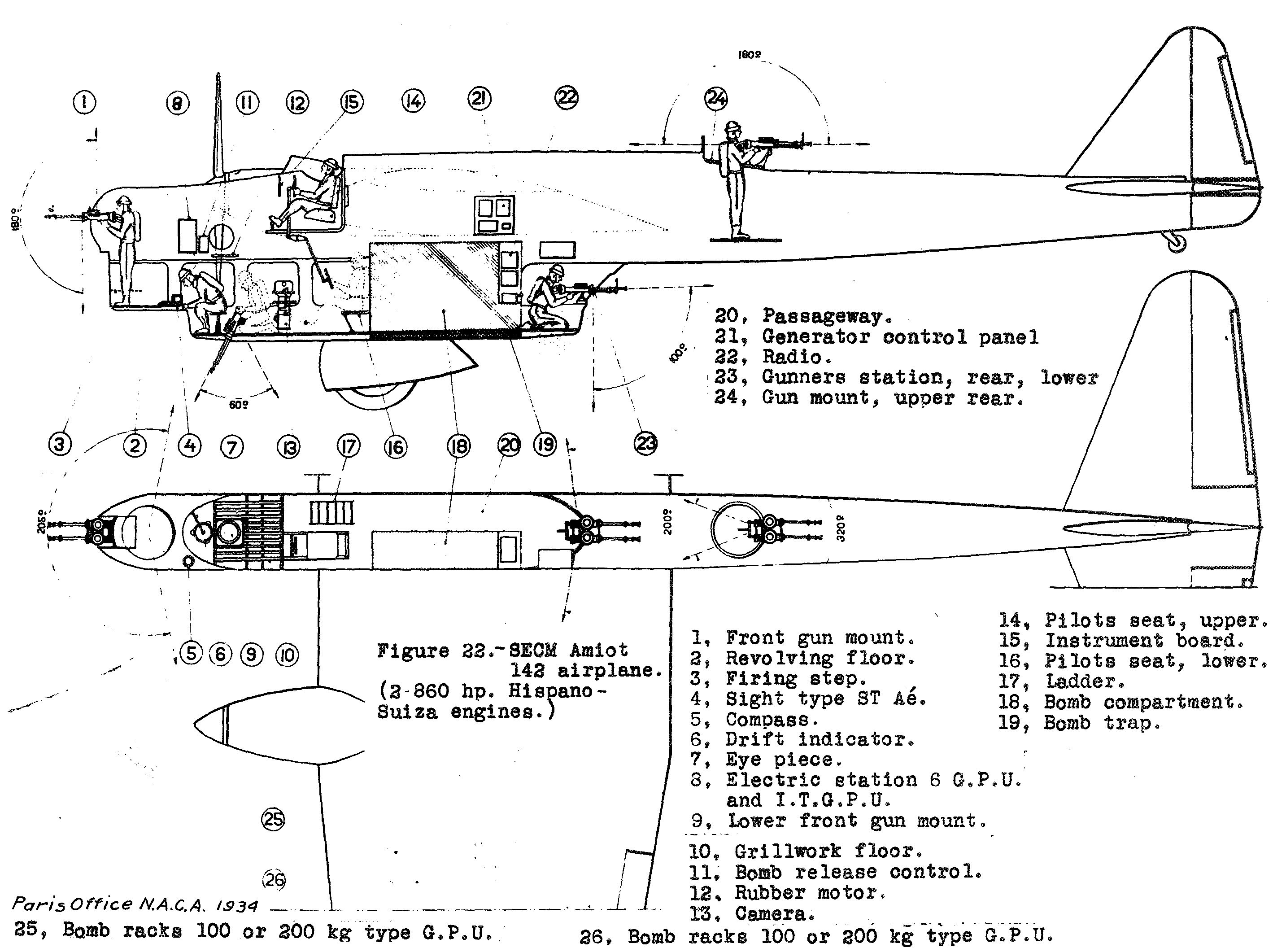
Przekrój samolotu Amiot 142 – widoczne miejsca załogi

Samolot Amiot 143 był cztero- lub pięciomiejscowym średnim samolotem bombowo-rozpoznawczym.
Był to dwusilnikowy wolnonośny średniopłat o konstrukcji całkowicie metalowej, kryty blachą. Kadłub o przekroju prostokątnym, o konstrukcji kratownicowo-półskorupowej, mieścił w przedniej i środkowej części zakryte kabiny załogi. W przodzie, u góry kadłuba znajdowała się ruchoma wieżyczka strzelecka obsługiwana przez stojącego w niej strzelca pokładowego. Pod nią i za nią znajdowała się w długiej przeszklonej gondoli kabina nawigatora, który był równocześnie bombardierem i w razie potrzeby obsługiwał również aparaty fotograficzne oraz karabin maszynowy mocowany w oknie podłogi gondoli z przodu. Nawigator miał również zapasowe przyrządy do pilotażu, z miejscem pod kabiną pilota. Wysoka i wąska komora bombowa wewnątrz gondoli była przesunięta w lewo, a obok po prawej było wąskie przejście do tylnej części. Nad gondolą, u góry kadłuba mieściła się zakryta kabina pilota. Dalej na grzbiecie znajdowała się ruchoma wieżyczka strzelecka, strzelająca do tyłu i obsługiwana przez strzelca. U dołu kadłuba, na końcu gondoli było stanowisko z karabinem maszynowym, które w razie potrzeby obsługiwał radiotelegrafista. Kadłub kończył się pojedynczym usterzeniem klasycznym ze statecznikiem poziomym wspartym zastrzałami.
Do kadłuba był przytwierdzony płat trójdzielny, trójdźwigarowy, o obrysie prostokątno-trapezowym i grubym profilu. Dźwigary stanowiły integralną całość z kadłubem. W płacie po obu stronach kadłuba znajdowały się gondole silnikowe. Grubość skrzydeł umożliwiała dostęp do instalacji silników w locie. Usterzenie pojedyncze, zbalansowane. Kąt zaklinowania usterzenia poziomego można było zmienić na ziemi. Podwozie klasyczne, stałe, z pojedynczymi kołami osłoniętymi masywnymi owiewkami i kółkiem ogonowym. Golenie główne podwozia przymocowane do dźwigara głównego skrzydła i podparte zastrzałami do boków kadłuba.

### Napęd
Napęd samolotu Amiot 143 stanowiły dwa 14-cylindrowe silniki gwiazdowe Gnome-Rhône 14Kirs (lewy) i 14Kjrs (prawy) Mistral Major, o mocy po 662 kW (900 KM) na wysokości 4200 m i 640 kW (870 KM) na wysokości 3200 m. Silniki różniły się kierunkiem obrotów. Śmigła Gnome-Rhône były trójłopatowe, o skoku nastawianym na ziemi. Zapas paliwa wersji M4 w sześciu zbiornikach w skrzydłach wynosił 2720 l (dwa po 400 l w centropłacie i dwa po 400 l w zewnętrznych częściach skrzydeł, z możliwością odrzucania w razie pożaru, oraz dwóch zbiornikach po 560 l w krawędzi natarcia centropłata. W wersji M5 zmieniono zbiorniki na dwa po 400 l w centropłacie i cztery po 475 l w zewnętrznych częściach skrzydeł (łącznie 2700 l), już bez możliwości odrzucania.

### Uzbrojenie i wyposażenie
Samolot mógł przenosić bomby o łącznej masie do 1600 kg. W kadłubowej komorze bombowej mieściła się bomba o wagomiarze 500 kg albo cztery bomby 200 kg lub 100 kg albo osiem bomb 50 kg lub 32 bomby 10 kg (maksymalnie 800 kg bomb wewnątrz). Ponadto pod skrzydłami można było przenosić na czterech wyrzutnikach dalsze cztery bomby po 200 kg lub 100 kg. Zamiast nich samolot mógł przenosić pod skrzydłami do 24 bomb oświetlających po 30 kg.
Uzbrojenie obronne składało się w pierwszych 40 samolotach początkowo z karabinów maszynowych Lewis kal. 7,7 mm w dwóch wieżyczkach (pojedyncze) i tylnym stanowisku w gondoli (podwójnie sprzężony). Od 41. samolotu zastosowano nowsze francuskie pojedyncze karabiny maszynowe MAC 1934 kal. 7,5 mm w czterech stanowiskach, po czym przezbrajano w ten sposób także wcześniejsze samoloty. Karabiny Lewis miały magazynki bębnowe po 97 nabojów, a MAC po 100 nabojów. W nosie kadłuba u góry znajdowała się ruchoma wieżyczka To23 obsługiwana przez strzelca pokładowego, z kątem ostrzału 220° w poziomie, 75° do góry i 50° w dół. Zapas nabojów do km MAC wynosił 800 w ośmiu magazynkach. Na grzbiecie znajdowała się ruchoma wieżyczka To14bis, strzelająca do tyłu i obsługiwana przez strzelca. Według niektórych danych, kąt ostrzału wynosił 210° w poziomie i 150° do góry, a zapas amunicji 12 magazynków. U dołu kadłuba, na końcu gondoli było stanowisko z karabinem maszynowym strzelającym do tyłu w dół, które w razie potrzeby obsługiwał radiotelegrafista. Jego kąt ostrzału wynosił 200° w poziomie i 100° w pionie, a zapas amunicji 12 magazynków. Od 41. samolotu dodano także czwarty karabin maszynowy strzelający w dół, wysuwany przez otwór w podłodze gondoli z przodu, obsługiwany  w razie potrzeby przez bombardiera. Miał on pole ostrzału w formie stożka skierowanego w dół, w zakresie 60° w płaszczyźnie bocznej i 62° w płaszczyźnie wzdłużnej, a zapas amunicji wynosił 600 sztuk w sześciu magazynkach.
Amiot 143 był wyposażony w radiostację długofalową Radio-Industries ACP 16 oraz krótkofalową Bronzavia M535. Początkowo samoloty wersji M4 nie miały radiostacji krótkofalowej, lecz była ona uzupełniana.